# Jon Fisher
Jon Fisher (Stanford, Califórnia, 19 de Janeiro de 1972) é um empresário do Vale do Silício, autor e analista económico. Fisher foi cofundador e Diretor executivo da Bharosa, uma empresa agora pertencente ao grupo Oracle Corporation, que desenvolvia o Oracle Adaptive Access Manager. Fisher é conhecido por fazer previsões acertadas acerca da economia dos Estados Unidos, particularmente sobre a taxa de desemprego. Fisher é professor auxiliar na Universidade de São Francisco, e o seu livro, Strategic Entrepreneurism: Shattering the Start-Up Entrepreneurial Myths, é leitura obrigatória no programa de MBA de diversas escolas, incluindo a Haas School of Business da Universidade da Califórnia em Berkeley. O livro foi também um dos três selecionados pela Ohio Tech Angels para um dos seus projetos que visou estudar o timing e as estratégias ligadas à venda de negócios, particularmente os financiados por investidores anjo.

## Infância, juventude e educação
Fisher nasceu no Hospital de Stanford, filho de professores universitários Gerald e Anita Fisher. Enquanto jovem, estudou nas escolas The Nueva School e Crystal Springs Uplands School. Frequentou posteriormente o Vassar College antes de concluir os seus estudos na Universidade de São Francisco. Em 2002, casou-se com Darla Kincheloe Fisher, proprietária de boutiques de vestuário Koze. A filha do casal nasceu em 2010.

## Carreira empresarial
Em 1994, Fisher foi cofundador e diretor executivo da AutoReach,  agora uma empresa pertencente ao grupo AutoNation. Em 1998, a sua empresa NetClerk criou a licença de construção online. Os ativos da Netclerk foram posteriormente alienados à BidClerk em 2002. Após o insucesso da NetClerk, Fisher juntou-se às estrelas do filme documentário Startup.com, incluindo Kaleil Isaza Tuzman, com o objetivo de ajudar empresários a restruturar e liquidar as suas empresas. Em 2004, Fisher foi cofundador e diretor executivo da Bharosa, tendo esta sido posteriormente adquirida pela Oracle Corporation em 2007. A 20 de Julho de 2010, Fisher foi anunciado como diretor executivo da Predilect, uma nova empresa na área da segurança online. A 17 de Novembro de 2010, Fisher foi anunciado como o Diretor executivo da CrowdOptic, em resultado de alterações na tecnologia e no modelo de negócio da Predilect. Bruce Sterling, da revista Wired, escreveu acerca da CrowdOptic "Ainda não li qualquer obra de ficção ou não-ficção que sugerisse que tal tecnologia pudesse ser possível."
Fisher tem sido orador frequente em universidades e fóruns de tecnologia.

## Previsões acertadas
Fisher tem sugerido que uma quebra na construção de novas habitações residenciais é um bom indicador da direção futura da taxa de desemprego. Ele escreve que, "Historicamente, quando a construção de novas habitações residenciais nos Estados Unidos sofre uma grande quebra, o desemprego dispara no ano seguinte," concluindo que acredita que existe uma correlação linear entre a construção de novas habitações residenciais a nível nacional e o desemprego nacional, em períodos de recessão severa. Fisher efetuou uma das mais acertadas previsões para a taxa de desemprego na história dos Estados Unidos, em Abril de 2008 na Universidade Marquette, onde previu que o desemprego nos E.U.A. treparia para os 9% até Abril de 2009.
Em Agosto de 2009, no Commonwealth Club da Califórnia, Fisher previu que a taxa de desemprego nos Estados Unidos atingiria o seu valor máximo não excedendo os 10,4%, antes de recuar para os 8,0% até ao final de 2010. Fisher afirmou que a habitação dos consumidores pode ser o centro da economia dos E.U.A. bem como da internacional, desafiando a tese apresentada por Thomas L. Friedman em O Mundo é Plano. Fisher tem sido crítico dos planos de salvamento do Departamento do Tesouro Americano, afirmando que "há várias técnicas de reestruturação que são comuns no mundo empresarial, nenhuma das quais está a ser seguida pelo governo." Porém, Fisher escreveu também que "o empreendedorismo não deve ser utilizado para destruir a rede de proteção social."
Numa entrevista à IE Radio em Março de 2010, Fisher previu corretamente o timing da crise de 2011 em torno do limite do endividamento público dos E.U.A.

## Patentes
Fisher é co-inventor de 14 patentes pendentes e 4 concedidas: 7,908,645 7,822,990, 7,616,764, e 7,596,701; as patentes estão relacionadas com a encriptação de dados online, com segurança, e com serviços móveis.

## Menções honrosas
- American City Business Journals Forty Under 40 (2006)[29]
- Ernst & Young Entrepreneur Of The Year, Emerging Category (2007)

## Filantropia
Fisher foi fiduciário da The Nueva School em Hillsborough, Califórnia, e membro da sua equipa de angariação de capital de 2008. Ocupou também o cargo de fiduciário da Pacific Vascular Research Foundation localizada no sul de São Francisco. Jon foi membro do Conselho de Administração do Buck Institute For Age Research.